# Arc-sur-Tille
Arc-sur-Tille és un municipi francès, situat al departament de la Costa d'Or i a la regió de Borgonya - Franc Comtat. L'any 2007 tenia 2.456 habitants.

## Demografia

### Població
El 2007 la població de fet d'Arc-sur-Tille era de 2.456 persones. Hi havia 875 famílies, de les quals 143 eren unipersonals (43 homes vivint sols i 100 dones vivint soles), 247 parelles sense fills, 394 parelles amb fills i 91 famílies monoparentals amb fills.
La població ha evolucionat segons el següent gràfic:
Habitants censats

### Habitatges
El 2007 hi havia 922 habitatges, 884 eren l'habitatge principal de la família, 14 eren segones residències i 24 estaven desocupats. 853 eren cases i 68 eren apartaments. Dels 884 habitatges principals, 733 estaven ocupats pels seus propietaris, 133 estaven llogats i ocupats pels llogaters i 19 estaven cedits a títol gratuït; 4 tenien una cambra, 22 en tenien dues, 80 en tenien tres, 202 en tenien quatre i 575 en tenien cinc o més. 723 habitatges disposaven pel capbaix d'una plaça de pàrquing. A 285 habitatges hi havia un automòbil i a 553 n'hi havia dos o més.

### Piràmide de població
La piràmide de població per edats i sexe el 2009 era:
| Homes | Edats   | Dones |
| ----- | ------- | ----- |
| 0     | 95 o +  | 0     |
| 0     | 90 a 94 | 8     |
| 4     | 85 a 89 | 8     |
| 4     | 80 a 84 | 4     |
| 28    | 75 a 79 | 24    |
| 44    | 70 a 74 | 24    |
| 20    | 65 a 69 | 60    |
| 24    | 60 a 64 | 20    |
| 56    | 55 a 59 | 40    |
| 84    | 50 a 54 | 88    |
| 112   | 45 a 49 | 100   |
| 140   | 40 a 44 | 96    |
| 112   | 35 a 39 | 140   |
| 76    | 30 a 34 | 80    |
| 40    | 25 a 29 | 48    |
| 60    | 20 a 24 | 36    |
| 120   | 15 a 19 | 76    |
| 108   | 10 a 14 | 140   |
| 116   | 5 a 9   | 92    |
| 48    | 0 a 4   | 68    |

## Economia
El 2007 la població en edat de treballar era de 1.682 persones, 1.275 eren actives i 407 eren inactives. De les 1.275 persones actives 1.198 estaven ocupades (635 homes i 563 dones) i 76 estaven aturades (31 homes i 45 dones). De les 407 persones inactives 134 estaven jubilades, 185 estaven estudiant i 88 estaven classificades com a «altres inactius».

### Ingressos
El 2009 a Arc-sur-Tille hi havia 912 unitats fiscals que integraven 2.523 persones, la mediana anual d'ingressos fiscals per persona era de 22.948 €.

### Activitats econòmiques
Dels 118 establiments que hi havia el 2007, 1 era d'una empresa extractiva, 3 d'empreses alimentàries, 1 d'una empresa de fabricació d'elements pel transport, 5 d'empreses de fabricació d'altres productes industrials, 27 d'empreses de construcció, 22 d'empreses de comerç i reparació d'automòbils, 7 d'empreses de transport, 6 d'empreses d'hostatgeria i restauració, 2 d'empreses d'informació i comunicació, 4 d'empreses financeres, 8 d'empreses immobiliàries, 8 d'empreses de serveis, 14 d'entitats de l'administració pública i 10 d'empreses classificades com a «altres activitats de serveis».
Dels 38 establiments de servei als particulars que hi havia el 2009, 1 era una gendarmeria, 1 oficina de correu, 1 una oficina bancària, 4 tallers de reparació d'automòbils i de material agrícola, 1 taller d'inspecció tècnica de vehicles, 1 autoescola, 4 paletes, 5 guixaires pintors, 3 fusteries, 4 lampisteries, 4 electricistes, 3 perruqueries, 3 restaurants, 1 agència immobiliària, 1 tintoreria i 1 saló de bellesa.
Dels 8 establiments comercials que hi havia el 2009, 1 era un hipermercat, 2 fleques, 1 una fleca, 1 una sabateria, 1 una botiga de material de revestiment de parets i terra i 2 floristeries.
L'any 2000 a Arc-sur-Tille hi havia 22 explotacions agrícoles que ocupaven un total de 1.524 hectàrees.

## Equipaments sanitaris i escolars
L'únic equipament sanitari que hi havia el 2009 era una farmàcia.
El 2009 hi havia 1 escola maternal i 1 escola elemental.

## Poblacions més properes
El següent diagrama mostra les poblacions més properes.